# Неманская культура
Неманская культура — археологическая культура, или общее название двух археологических культур позднего мезолита — раннего и среднего неолита (7 — 3 тыс. до н. э.). Развилась из свидерской культуры и была вытеснена культурой шнуровой керамики. Существовала в верховьях реки Неман: на севере Польши, юге Литвы, западе Беларуси и в Калининградской области. На севере неманская культура граничила с кундской культурой в мезолите и с нарвской культурой в неолите.

## Мезолит
Во время Атлантического климатического периода произошло потепление климата. Большую часть территории Восточной Европы покрыли широколиственные леса. Северный олень, основной источник пищи палеолитического населения, вымер, и вместо него появились животные, характерные для лесной зоны. Люди адаптировались к изменившейся среде. Они всё ещё оставались кочевниками, однако мигрировали уже на более краткие расстояния и зачастую оставались на длительное время на одной и той же стоянке. Археологи обнаружили небольшие стоянки, использованные однократно, и более крупные, в которые охотники возвращались неоднократно. Обычно эти последние лагеря располагались вблизи озёр или рек. Люди того времени охотились стрелами и добывали рыбу гарпунами. На форму кремнёвых орудий мезолитической неманской культуры повлияли как микролиты из Юго-Восточной Европы, так и макролиты из Северной Европы (маглемозе). Таким образом, мезолитическую неманскую культуру изначально называли микролито-макролитической, чтобы отличить от уже известной к тому времени неолитической неманской культуры. Несмотря на разнообразные влияния, культура была относительно стабильной в течение примерно 2500—3000 лет, без следов заметных миграций. Артефакты представляют собой относительно однообразный набор наконечников стрел, трапециевидных резцов, овальных топоров.

## Неолит

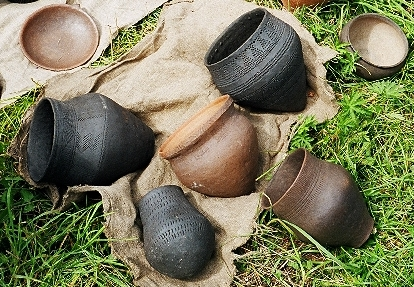
Характерные сосуды неолитической неманской культуры с острым дном

Неолитическая неманская культура была наследником мезолитической. Она возникла в 5 тыс. до н. э. вместе с появлением керамики. Большинство орудий неолитической неманской культуры напоминают прежние, мезолитические. Новым широко распространённым изобретением были ножи с заострённым и расширенным остриём. Керамика неманской культуры имела заострённое дно, изготавливалась из глины, смешанной с другим органическим материалом или размолотым кварцитом. У некоторых более поздних экземпляров были плоские днища. Сосуды были несколько уже и с более изогнутым профилем, чем сосуды нарвской культуры. Их украшали тонким слоем белой глины и рядами небольших отпечатков вдоль верхней кромки. На прочей части сосуда были диагональные полосы, образовывавшие орнамент в виде рыбачьей сети, или несколько рядов небольших отпечатков. Часть керамики, обнаруженной в поселениях неманской культуры, относится к нарвской культуре. Такой феномен объясняется торговлей кремнем, который отсутствовал в землях нарвской культуры. Ближе к концу существования неманской культуры керамика становится более разнообразной, в ней заметно влияние жуцевской культуры: отпечатки шнура или в виде ёлочки. Со временем неманская культура была поглощена культурами шнуровой керамики и шаровидных амфор.